# 워커바웃
《워커바웃》(Walkabout)은 영국, 오스트레일리아에서 제작된 니컬러스 로그 감독의 1971년 드라마, 모험 영화이다. 제니 애거터 등이 주연으로 출연하였고 사이 리트비노프 등이 제작에 참여하였다.

## 출연

### 주연
- 제니 애거터 Jenny Agutter - 백인 소녀 역
- 루크 로그 Luc Roeg - 백인 남동생 역 (크레딧 상에서는 '루시언 존 Lucien John')
- 데이비드 걸필릴 David Gulpilil - 흑인 소년 역 (크레딧 상에서는 오타가 생겨 '데이비드 검필릴 David Gumpilil')

### 조연
- 존 멜리언 John Meillon - 백인 아빠 역
- 로버트 맥대라 Robert McDarra - 남자 역
- 피트 카버 Pete Carver - No Hoper 역
- 존 일링스워스 John Illingsworth - 남편 역
- 힐러리 뱀버거 Hilary Bamberger - 여자 역
- 배리 도널리 Barry Donnelly - 호주인 과학자 역
- 노얼린 브라운 Noeline Brown - 독일인 과학자 역
- 카를로 만키니 Carlo Manchini - 이탈리아인 과학자 역

어느 배역들에게도 이름이 없다.

## 기타
- 미술: 브라이언 이트웰 Brian Eatwell